# Кения
Ке́ния (суахили и англ. Kenya [ˈkɛnjə]), официальное название — Респу́блика Ке́ния (суахили Jamhuri ya Kenya, англ. Republic of Kenya) — государство в Восточной Африке. Является бывшей колонией Великобритании, получила независимость 12 декабря 1963 года. Входит в Содружество наций.
На сегодняшний день страна является одной из наиболее динамично развивающихся среди стран Восточной Африки.
Столица — Найроби. Денежная единица — кенийский шиллинг. Государственные языки — английский и суахили.

## Этимология
Страна получила своё название в честь горы Кения, которая на языке кикуйю называется Кере-Ньяга («гора», или «белая гора»).

## Физико-географическая характеристика

### Географическое положение

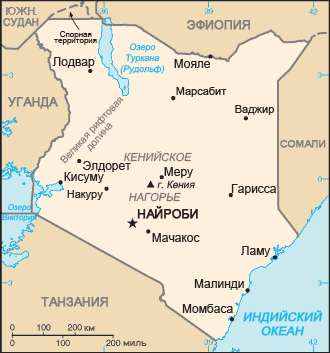
Карта Кении

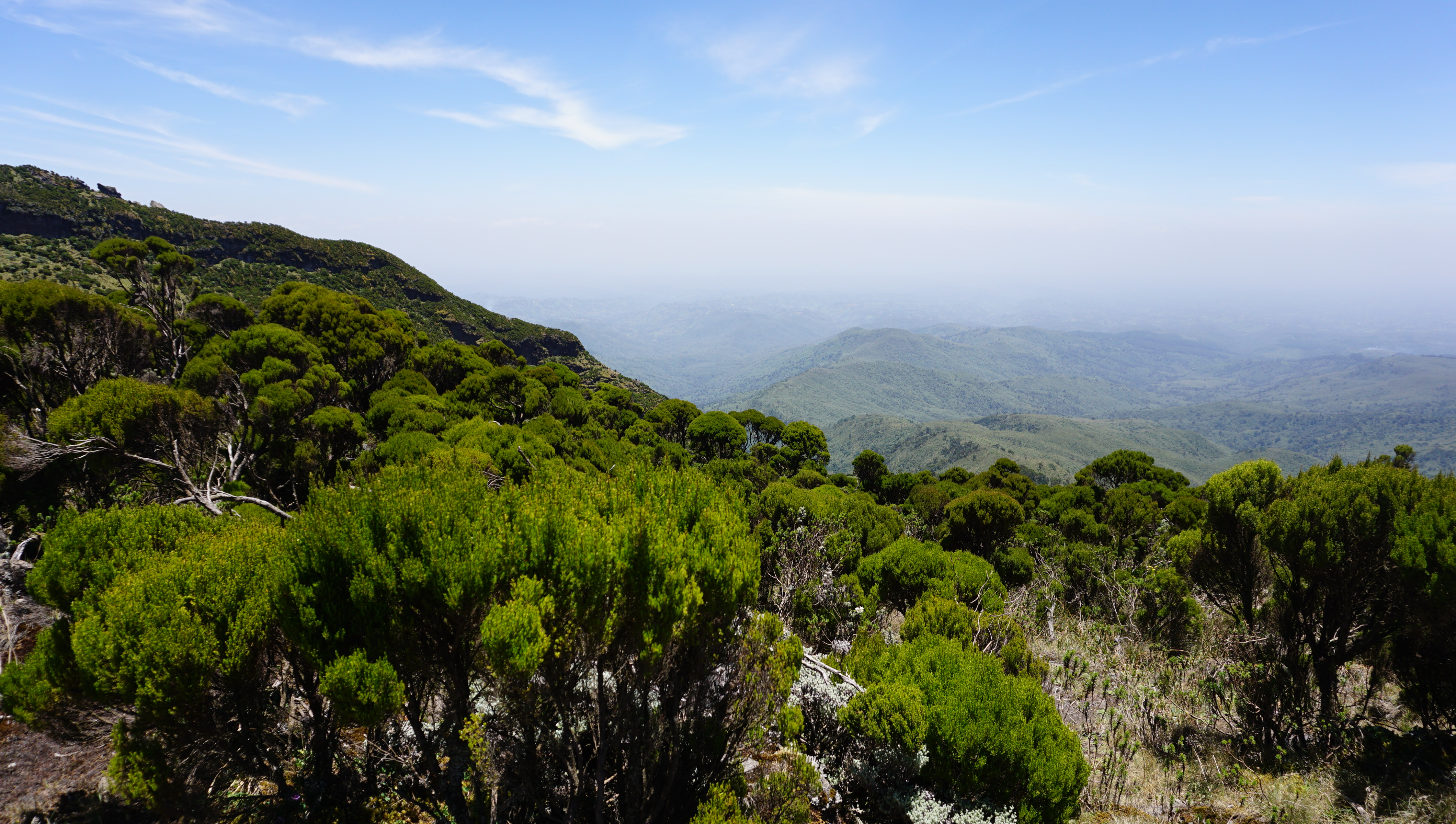
Природа страны

Государство граничит с Эфиопией на севере, Сомали на востоке, Танзанией на юго-западе, Угандой на западе и Южным Суданом на северо-западе. Общая длина государственной границы составляет 3477 км: с Эфиопией — 861 км, с Сомали — 682 км, Южным Суданом — 232 км, с Танзанией — 769 км, и с Угандой — 933 км. 
С юго-востока омывается водами Индийского океана, на западе — озером Виктория, длина береговой линии — 536 км. Площадь Кении составляет 582 650 км², из них — 11 230 км² водной поверхности. Максимальная протяжённость составляет 1131 км в направлении с юго-востока на северо-запад и 1025 км с северо-востока на юго-запад. Примерно по центру страны проходит экватор.

### Рельеф, внутренние воды, полезные ископаемые, почвы

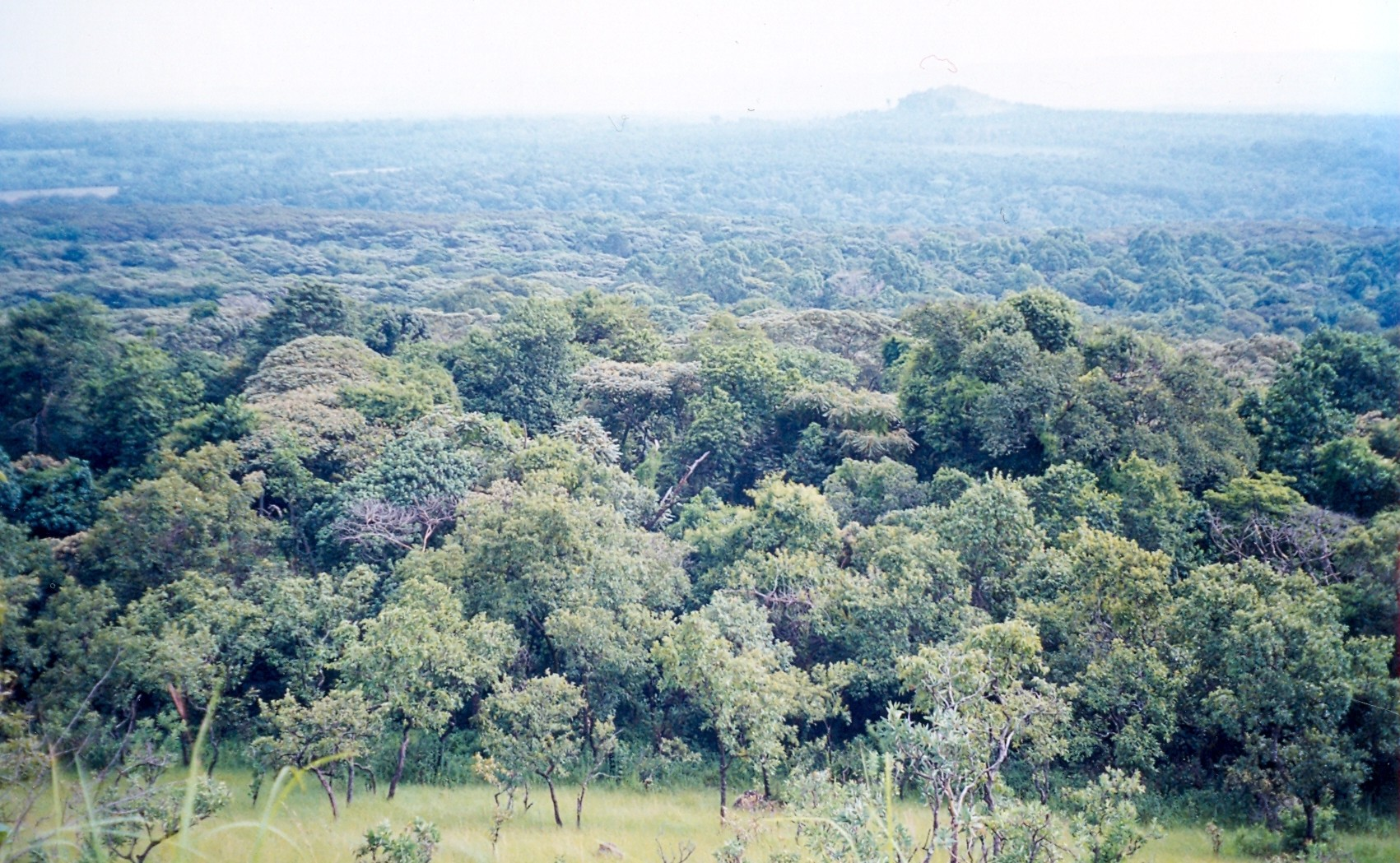
Лес в стране

Кения разделена на географические области: бассейн озера Виктория, Восточно-Африканская рифтовая долина и связанная с ней горная местность, восточные плато, полузасушливые и засушливые территории на севере и юге, побережье.
Самое большое озеро Виктория в западной части страны.
Страна богата различными полезными ископаемыми. Недра страны содержат запасы золота, баритов, рубинов, известняка. В марте 2012 года Британская нефтяная разведывательная компания Tullow Oil plc заявила об обнаружении запасов нефти на северо-западе страны.

### Живая природа

#### Животный мир
Многообразием отличаются практически все основные классы животных, обитающих в Кении. По состоянию на начало XXI века здесь было зарегистрировано 465 видов млекопитающих, 633 вида птиц, 57 видов бабочек, более 450 видов пресмыкающихся и более 11 видов земноводных. При этом эндемиками являются — в частности, 39 % млекопитающих и 36 % птиц.
В Кении обитают львы, бегемоты, зебры, жирафы, бородавочники, страусы и много других.
Особый интерес представляет знаменитая африканская большая пятёрка — 5 животных, которыми славится континент. Среди них, лев, слон, носорог, буйвол и леопард. Охота на них строго запрещена.
Многие животные находятся под угрозой исчезновения, популяции некоторых видов сокращаются весьма быстрыми темпами.

## История

### Древность
Современная Кения находится на территории, которая, по мнению учёных, является прародиной человека разумного; здесь жили такие виды, как Homo habilis (Человек умелый) и Homo erectus (Человек прямоходящий), возможно, являющиеся прямыми предками Homo sapiens. На восточном побережье озера Рудольфа были обнаружены орудия труда и останки предков людей, живших предположительно около 3 млн лет назад в Ломекви.
Первыми поселенцами Кении были охотники-собиратели, родственные современным койсанским народам, которые позднее были вытеснены кушитоязычными людьми, пришедшими с полуострова Сомали. Приблизительно в 500 году до нашей эры нилотские народы, такие как масаи, начали переселяться в Кению со стороны современного Судана. В первом тысячелетии нашей эры с запада пришли  бантуязычные племена, предки современных покомо, суахили и миджикенда. Они принесли в эти области новые виды деятельности, такие как сельское хозяйство и обработка железа.
В VII—VIII веках на побережье Кении начали образовываться торговые центры суахили (Ламу, Манда, Пате, Малинди, Момбаса и др.). Они занимались посреднической торговлей между внутренними районами Африки с Индией и Аравией. Из Африки вывозили железо, золото, слоновую кость, рог носорога, рабов, а ввозили металлическое оружие, ремесленные изделия, ткани.

### Средние века
В 1498 году к побережью Кении приплыли корабли португальской экспедиции под командованием Васко да Гамы, искавшего морской путь в Индию. В начале XVI века португальцы захватили многие портовые города на побережье Кении, чтобы использовать их как промежуточные пункты на пути в Индию.
Однако в середине XVII века правители султаната Оман стали изгонять португальцев из Кении. К 1699 году оманский имам Султан ибн Сайф окончательно завладел Момбасой и изгнал португальцев со всего побережья. Правители Омана поставили у власти своих наместников из местных жителей, претендовавших на арабское происхождение.

### XIX век

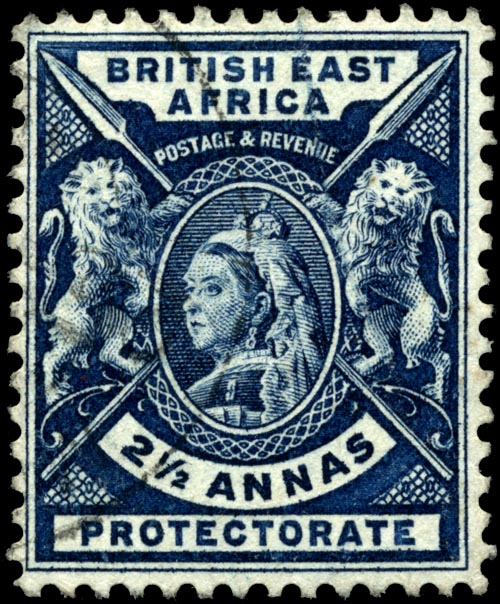
Почтовая марка Британской Восточной Африки

К началу XIX века основой экономики Кении стала работорговля. Один из главных путей арабских работорговцев в Восточной Африке пролегал из Момбасы в африканское государство Ванга.
В начале XIX века в Момбасе возникли сепаратистские тенденции: суахилийская династия Мазруи стремилась к независимости от султанов Занзибара и к установлению своего владычества над всем побережьем Восточной Африки.
В 1824 году Мазруи приняли британский протекторат над Момбасой, однако это им не помогло. В 1828 году султан Занзибара отправил в Момбасу флот и разгромил войска Мазруи. Война продолжалась до 1837 года, окончившись победой султана Занзибара. Все члены семьи Мазруи были отправлены в качестве рабов в Оман.
С 1870-х годов Восточная Африка стала объектом соперничества между европейскими державами, в первую очередь Британии и Германии. В 1886 году они заключили соглашение о разделе Восточной Африки, по которому территория нынешней Кении вошла в британскую сферу влияния.
В 1890 году Британия и Германия заключили называемый Занзибарский договор, по которому британцы отдали Германии остров Гельголанд у её северного побережья, признали права Германии на Танганьику (материковую часть современной Танзании), а взамен получили права на Кению и Занзибар.
С 1890 года англичане стали интенсивно осваивать плодородные земли во внутренних районах Кении, основывая «белую» поселенческую колонию. Уже в 1897—1901 годах была построена железная дорога и линия связи от Момбасы до озера Виктория. Англичане-поселенцы создавали крупные плантационные хозяйства, в том числе для производства экспортных культур: чая, кофе, сизаля. Британцы создавали предприятия по переработке сельхозпродукции, производству потребительских товаров, инфраструктуру и прочего.

### XX век
В начале XX века активизировалась иммиграция англичан в Кению. В 1902 году в административном центре Восточно-африканского протектората Найроби, британские поселенцы создали первую общественную организацию: Ассоциацию колонистов. В 1906 году при британском губернаторе были сформированы два совета: Исполнительный и Законодательный, в которые входили только белые.
В 1907 году распоряжением британского губернатора в Кении было запрещено рабовладение, традиционно практиковавшееся в местных африканских племенах.
С XX века на побережье Кении стал распространяться ислам.
В годы Первой мировой войны британские власти мобилизовали в армию около 200 тысяч кенийцев, в основном, в качестве носильщиков военных грузов, однако несколько тысяч местных в составе Королевского корпуса африканских стрелков приняли непосредственное участие в боевых действиях против германских войск в Восточной Африке.
С 1927 году в Законодательный совет вошли избираемые представители арабов и азиатов, в основном, из Южной Азии, кенийцы получили первое место в Законодательном совете только в 1944 году, тогда же была создана Ассоциация африканцев Кении (с 1946 года Союз африканцев Кении (САК), первая в стране массовая политическая организация, возглавившая освободительную борьбу. Программа САК содержала основные требования: передача политической власти африканцам, гарантия прав всех расовых меньшинств и ликвидация расовой дискриминации, удовлетворение потребности африканцев в земле, свободная деятельность профсоюзов, немедленное проведение выборов.
В 1949 году был создан Восточно-африканский конгресс профсоюзов (ВАКП), впервые объединивший рабочих-негров и рабочих-индийцев. Усилилось забастовочное движение. В мае 1950 года в ответ на арест руководителей ВАКП в Найроби состоялась всеобщая забастовка.
В октябре 1952 года в Кении вспыхнуло восстание Мау-Мау. В связи с этим в стране было введено чрезвычайное положение. Колониальные власти арестовали 86 лидеров САК, в том числе председателя с 1947 года Джомо Кениату. По ложному обвинению в руководстве террористической организацией Мау-Мау Кениата и 5 других руководителей САК в апреле 1953 года были приговорены к 7 годам заключения каждый, в июне САК был запрещён. В 1959 году выяснилось, что для обвинения и осуждения Кениаты и других лидеров САК полиция подкупила свидетелей.
В восстании Мау-Мау участвовали в основном племена кикуйю, эмбу, меру. По некоторым оценкам, партизанская армия доходила до 30 или даже 50 тысяч бойцов. Эту армию возглавил 32-летний Дедан Вачиури Кимати из племени кикуйю, имевший опыт службы в британской армии.
Партизаны Мау-Мау, вооружённые стрелковым оружием, а также копьями, луками и ножами, нападали на местные полицейские участки, убивали негров, работавших на британцев, грабили и сжигали фермерские хозяйства английских поселенцев.
По официальным данным к 1955 году более 11 тысяч африканцев было убито, более 60 тысяч находилось в концлагерях. Спасаясь от карательных экспедиций, население бежало в горы и создавало партизанские отряды. Основными центрами сопротивления стали труднодоступные лесные массивы в горах Кении и Абердэра.
В 1956 году партизаны Мау-Мау были разгромлены, большинство их командиров убито или взято в плен, в том числе главнокомандующий Кимати, который был казнён.
В том же 1956 году африканцам были предоставлены ограниченные избирательные права.
12 января 1960 года колониальные власти, стремясь ввести успокоение, отменили чрезвычайное положение и разрешили создание африканских политических партий. В марте 1961 года были проведены выборы на основе конституции, вступившей в силу в феврале 1961 года в Законодательный совет, которые принесли большинство созданным в 1960 году Национальному союзу африканцев Кении (КАНУ) 23 места и Демократическому союзу африканцев Кении (КАДУ) 16 мест. Хотя обе партии выступали за предоставление независимости, между ними возникли значительные разногласия, в первую очередь по вопросам государственного устройства страны после провозглашения независимости. КАНУ пользовался поддержкой двух крупнейших этнических групп населения  кикуйю и луо, выступал за унитарное государство, а КАДУ выражала интересы прибрежных народов и немногочисленного скотоводческого населения нагорья, выступала за федеральное государство. После выборов деятели КАДУ, нарушив договорённость с КАНУ об отказе от формирования правительства до освобождения Кениаты, вошли в новое правительство.
В августе 1961 года под напором массовых выступлений Кениата был освобождён, с 1959 года, после окончания срока тюремного заключения, он находился в ссылке на севере страны, а в конце октября 1961 года занял пост председателя КАНУ.
В феврале-апреле 1962 года в Лондоне состоялась конференция, рассматривавшая проект новой конституции. В ходе работы конференции и последовавших переговоров были приняты решения о делении страны на 7 провинций со значительной автономией провинциальных органов власти.
В мае 1963 году на основе новой конституции были проведены выборы в Национальное собрание, которые принесли победу партии КАНУ. КАДУ потерпела поражение, в ноябре 1964 года было объявлено о её самороспуске. 1 июня 1963 года страна получила внутреннее самоуправление. Джомо Кениата стал первым в истории Кении премьер-министром.
На конференции, состоявшейся в Лондоне в сентябре-октябре 1963, по настоянию делегации КАНУ в конституцию были внесены изменения, расширившие полномочия центрального правительства. Освободительная борьба кенийцев заставила правительство Великобритании дать согласие на предоставление независимости.

### Период независимости
В декабре 1963 года Кения стала независимым государством, а в декабре 1964 провозглашена республикой.
Первым правителем Кении стал ветеран борьбы за независимость 72-летний Джомо Кениата, ещё в мае 1963 выдвинувший программу построения африканской демократической социалистической Кении. Главным пунктом программы была африканизация, то есть вытеснение ненегров из сферы управления и экономики. В сфере сельского хозяйства проводилась политика создания коллективных хозяйств негров на землях, отобранных у белых.
12 декабря 1964 года Кения была объявлена республикой. Прерогативы местной власти были урезаны, страна стала централизованным государством.
Начал осуществляться план выкупа у европейских поселенцев 480 тыс. га земли и расселения на этой земле более 1 млн африканцев. На части земель созданы первые государственные фермы и кооперативы.
После смерти 87-летнего Кениаты в августе 1978 года правителем Кении стал Даниэль арап Мои, занимавший пост министра внутренних дел. В 1982 году он официально установил в стране однопартийный режим фактически существовавший с 1969 года.
В стране неоднократно наблюдались вспышки межэтнических конфликтов, в 1963-1968 годах большой размах имело повстанческое движение этнических сомалийцев, в 1969 году произошли кровопролитные войны между кикуйю и луо, а в 1990-е годы имел место вялотекущий межэтнический конфликт с политическими обертонами. Однако, в целом, страна считалась в этом отношении очень стабильной.
В 1969 году была запрещена единственная оппозиционная партия Народный союз Кении. Страна де-факто стала однопартийной.
В 1970-е годы Кения столкнулась с рядом трудностей, возросла инфляция, произошёл взрывной рост преступности, резко уменьшился поток туристов.
1 августа 1982 года имела место попытка государственного переворота, организованная бывшим вице-президентом О. Одингой, его сыном (премьер-министром с 2008 года) Р. Одингой и младшими офицерами ВВС во главе с Х. Очукой. Руководители были позже казнены.
В 1991 году Мои под внутренним и внешним давлением согласился на либерализацию режима и создание оппозиционных партий. Однако, он оставался у власти до конца 2002 года, используя раздробленность оппозиции и этническую разобщённость в стране.
С 2003 года экономика стала постепенно налаживаться. Этот рост продолжался до конца 2007 года. Многие достижения Кении новейшего времени поставил под большой вопрос начавшийся после президентских выборов в конце 2007 года новый межэтнический кризис.

## Государственное устройство

### Основы государственного строя
Кения — унитарная республика президентского типа. Основным законом государства является конституция, принятая в 2010 году.
Основные институты кенийской государственности были сформированы в первые годы независимого развития страны. Вместе с тем, значительные изменения в правовую основу их функционирования были внесены в ходе масштабных либерально-демократических преобразований конца 1990-х — начала 2000-х годов. Основными итогами реформ стали отход вооружённых сил от политической деятельности, введение в стране реальной многопартийности и прямых президентских выборов и повышение роли законодательных органов власти.
Согласно Economist Intelligence Unit страна в 2018 году была классифицирована по индексу демократии как гибридный режим.

### Исполнительная власть
Главой государства является президент. С 13 сентября 2022 года Президент Кении Уильям Самои арап Руто.
Первый Премьер-министр Республики Кения Джомо Кениата был на посту с 1 июня 1963 года по 12 декабря 1964 года, после чего должность премьер-министра в Кении была отменена вплоть до 2008 года. 28 февраля 2008 года президент Кении Мваи Кибаки и Раила Одинга подписали соглашение по формированию коалиционного правительства, в котором Одинга стал вторым премьер-министром в истории Кении.
В марте 2013 года в Кении состоялись президентские выборы, на которых победу в первом туре (50,07 %) одержал Ухуру Кениатту. Соперником Ухуру Кениатту на выборах был премьер-министр Раила Одинга, получивший более 40 % голосов избирателей.

### Законодательная власть
Законодательный орган Республики Кения — однопалатная Национальная ассамблея (до 2010 г.). С принятием новой Конституции в 2010 году парламент стал двухпалатным, состоящим из верхней палаты Сената, и нижней Национальной ассамблеи.

## Внешняя политика
Кения имеет дипломатические отношения с Российской Федерацией,, установлены с СССР 14 декабря 1963 года.
С первых лет государственности в качестве основных принципов внешней политики Кении декларируются независимость и активность, а также равноудалённость от конфронтационных блоков. С середины 1980-х годов важнейшее место в шкале внешнеполитических приоритетов Кении занимает региональное сотрудничество. Основной целью международной деятельности правительства в настоящее время являются создание благоприятных внешних условий для социально-экономического развития Кении, её становления как демократической страны, а также содействие построению многополярного мироустройства.
С 24 июня 2024 года имеет статус основного союзника вне НАТО. Об этом было объявлено в рамках визита президента Кении Уильяма Руто в США. Кения стала первой страной в Африке южнее Сахары, получившей такой статус — он позволил правительству Кении усилить сотрудничество с США в области безопасности и закупать более совершенные вооружения. Для США такой союзник был важен на фоне возрастающего российского и китайского присутствия в нестабильном регионе — в предыдущие годы несколько правительств соседних стран пали в результате военных переворотов. В рамках своего военного сотрудничества с США Кения входит в Контактную группу по обороне Украины и участвует в операции «Страж процветания» в Красном море и Аденском заливе.

## Административное деление
Территория Кении до 2013 года была разделена на 8 провинций и 71 округ. С марта 2013 года поделена на 47 округов.

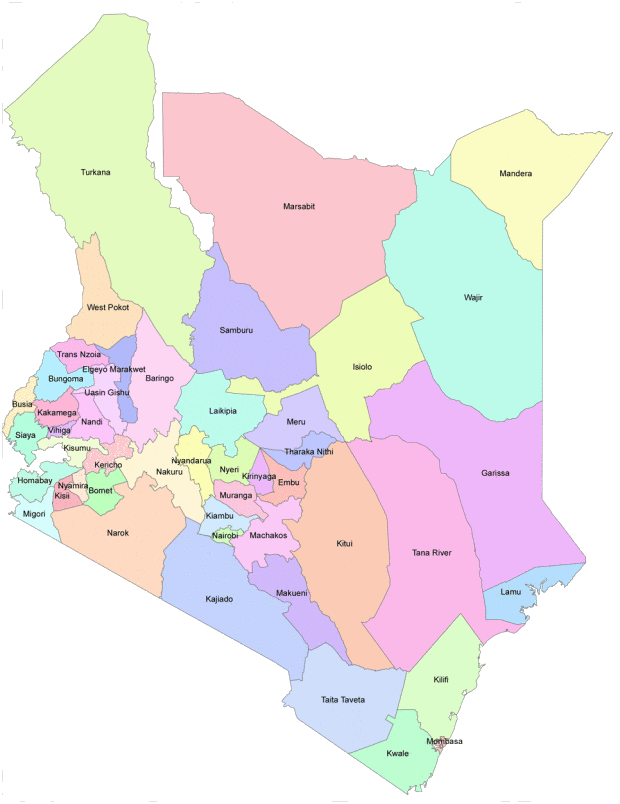
Округа Кении

| № | Провинция        | Административный центр | Площадь, км² | Население, чел. (2009) | Плотность, чел./км² |
| - | ---------------- | ---------------------- | ------------ | ---------------------- | ------------------- |
| 1 | Центральная      | Ньери                  | 13 164       | 4 383 743              | 333,01              |
| 2 | Прибрежная       | Момбаса                | 82 893       | 3 325 307              | 40,12               |
| 3 | Восточная        | Эмбу                   | 153 404      | 5 668 123              | 36,95               |
| 4 | Найроби          | Найроби                | 695          | 3 138 369              | 4515,64             |
| 5 | Северо-Восточная | Гарисса                | 126 852      | 2 310 757              | 18,22               |
| 6 | Ньянза           | Кисуму                 | 12 613       | 5 442 711              | 431,52              |
| 7 | Рифт-Валли       | Накуру                 | 183 383      | 10 006 805             | 54,57               |
| 8 | Западная         | Какамега               | 8 309        | 4 334 282              | 521,64              |
|   | Всего            |                        | 581 313      | 38 610 097             | 66,42               |

## Население

### Численность, расселение
| Численность населения | Численность населения | Численность населения | Численность населения | Численность населения | Численность населения | Численность населения | Численность населения |
| 1948                  | 1962                  | 1969                  | 1979                  | 1989                  | 1999                  | 2009                  | 2019                  |
| --------------------- | --------------------- | --------------------- | --------------------- | --------------------- | --------------------- | --------------------- | --------------------- |
| 5 400 000             | ↗8 600 000            | ↗10 944 664           | ↗15 329 040           | ↗21 450 763           | ↗28 688 599           | ↗38 610 097           | ↗47 564 296           |

- Численность населения — 47 564 296 жителей[28] (перепись 2019 год).

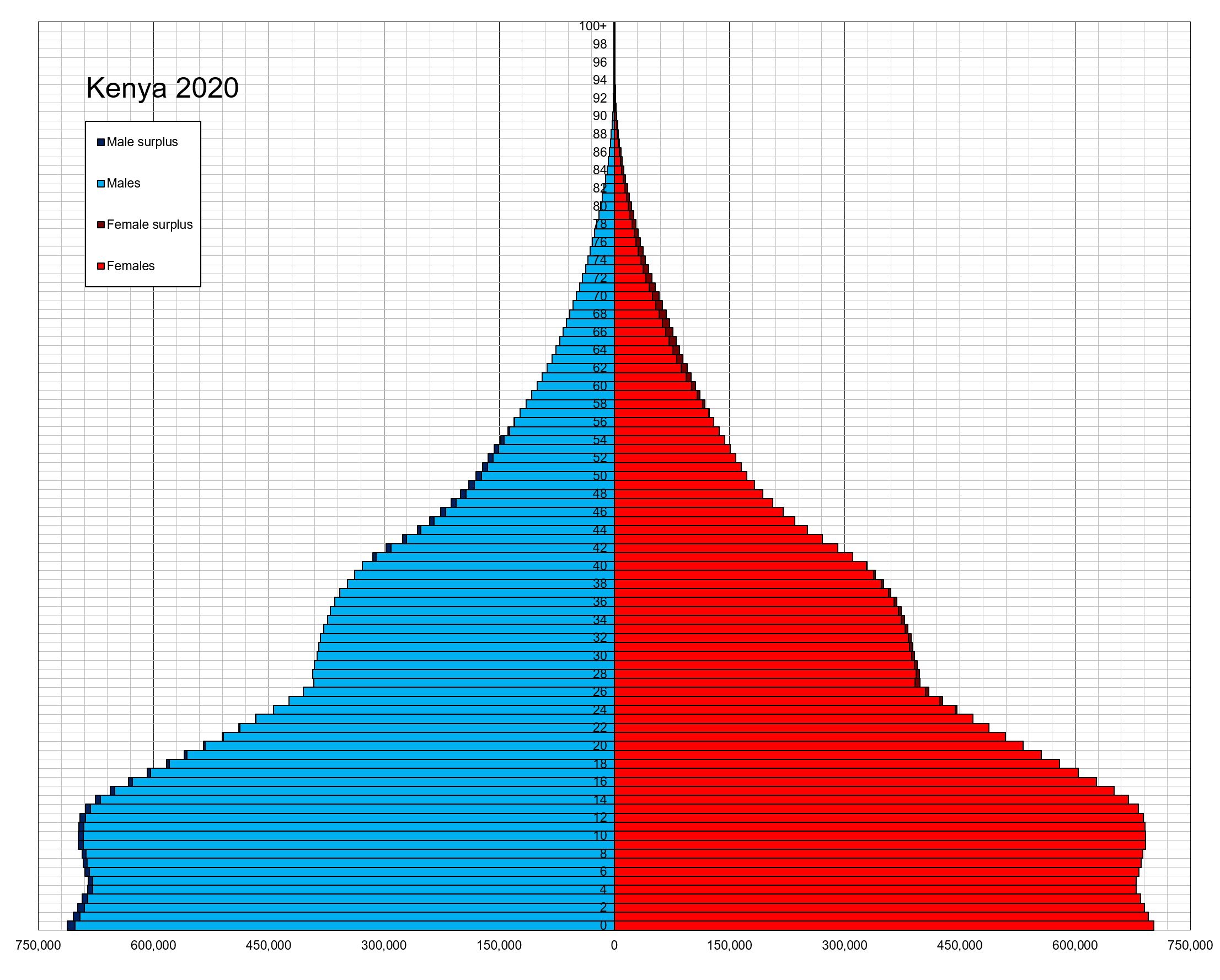
Возрастно-половая пирамида населения Кении на 2020 год

- Годовой прирост — 2,2 % (2009—2019 годы).

- Рождаемость — 35 на 1000 (фертильность — 4,4 рождений на женщину, младенческая смертность — 53 на 1000).
- Смертность — 9 на 1000.
- Средняя продолжительность жизни — 58,8 лет (58 лет у мужчин, 59 лет у женщин).
- Заражённость вирусом иммунодефицита (ВИЧ) — 6,7 % (оценка на 2003 год).

### Национальный состав

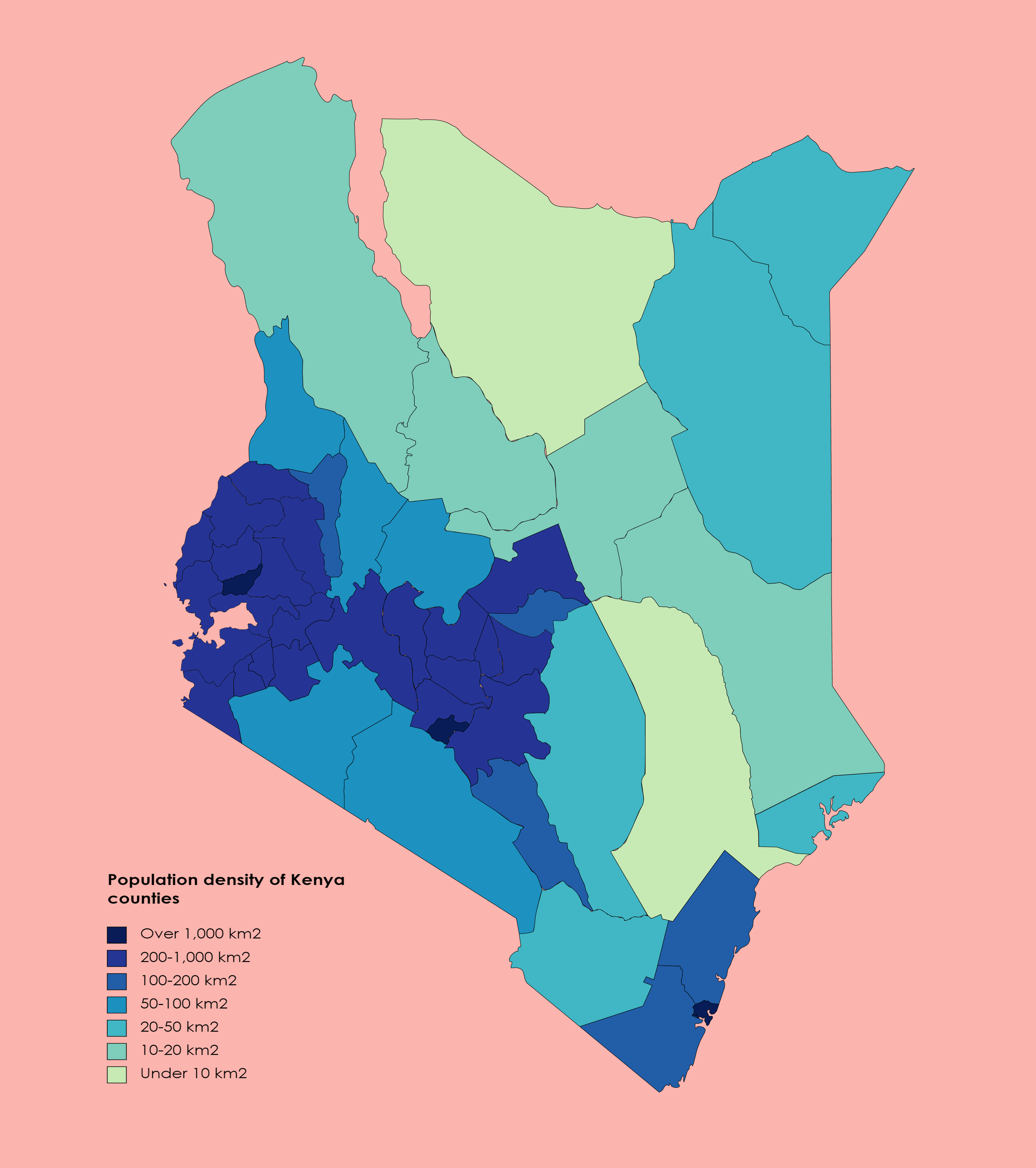
Плотность населения Кения по округам на 2019 год

Согласно книге фактов ЦРУ, в Кении представлены такие этнические группы: кикуйю (22 %), лухья (14 %), луо (13 %), календжин (12 %), камба (11 %), кисии (6 %), меру (6 %), другие африканцы (15 %), неафриканцы (индийцы, англичане, арабы)  (1 %).

### Языки
Официальные языки Кении — английский и суахили. Распространены также другие местные языки. На английском преподают в школах и составляют все правительственные документы. Большая часть населения знает суахили — язык межнационального общения, относящийся к языкам банту, с большим числом арабских заимствований. 
По данным Ethnologue, в Кении распространены 69 языков.
Грамотность — 90 % у мужчин, 80 % у женщин (оценка на 2003 год).

## Религия

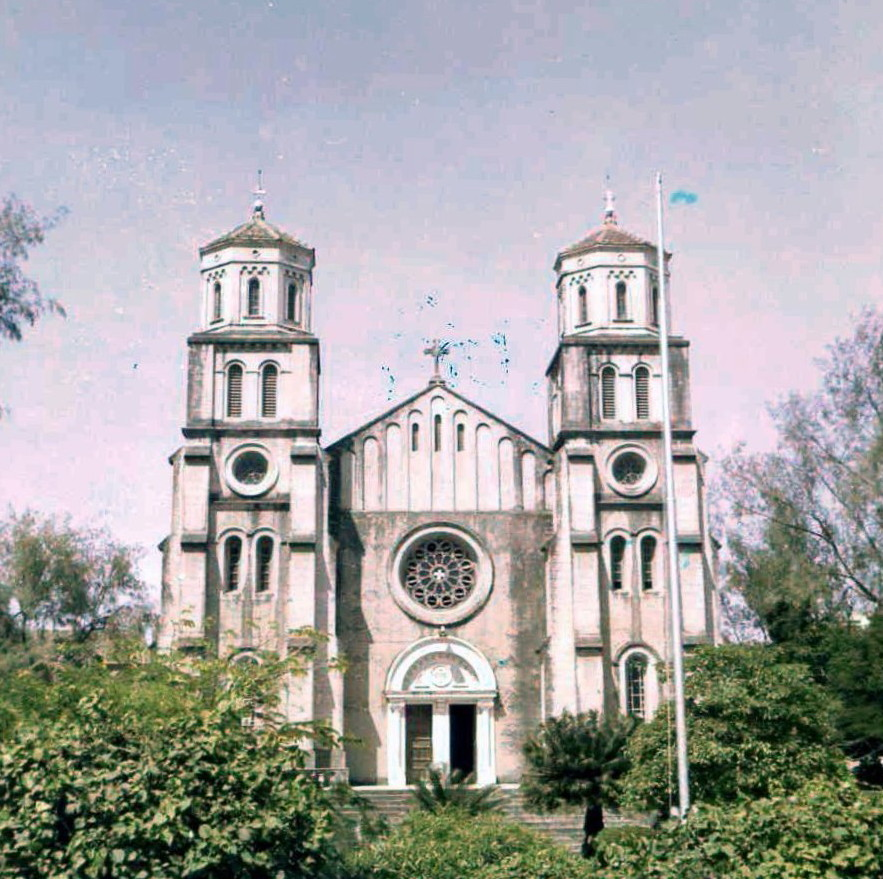
Католический собор в Момбасе

По переписи 2022 года, большинство кенийцев считают себя: 18,6% — католиками, 36,6% — протестантами, 24,5% — евангелисты, 8,7% — исповедуют аборигенные культы, 7,1% — ислам, 1,1% — атеисты. Присутствуют также и прочие христианские организации, в том числе Новоапостольская церковь, Церковь адвентистов седьмого дня, Свидетели Иеговы, Объединённая пятидесятническая церковь и другие. 
Примечательно, что в Кении наибольшее число квакеров в мире — около 133 000 человек. 
Среди других групп протестантов следует отметить пятидесятников (Пятидесятнические Ассамблеи Бога и Кенийские Ассамблеи Бога), англикан, лютеран, Свидетелей Иеговы, Армии Спасения, пресвитериан, методистов и др.

## Экономика

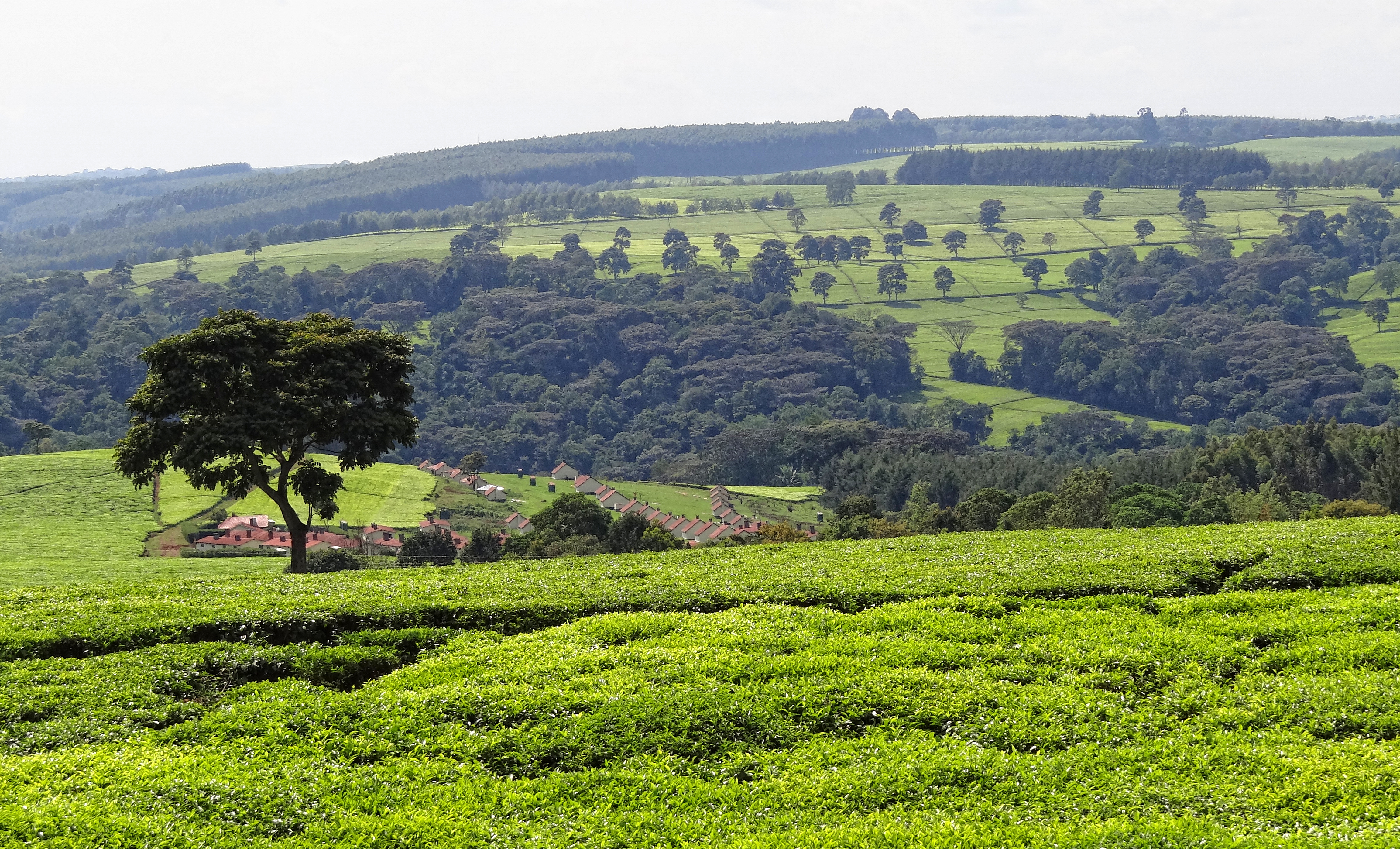
Чайные плантации около города Керичо

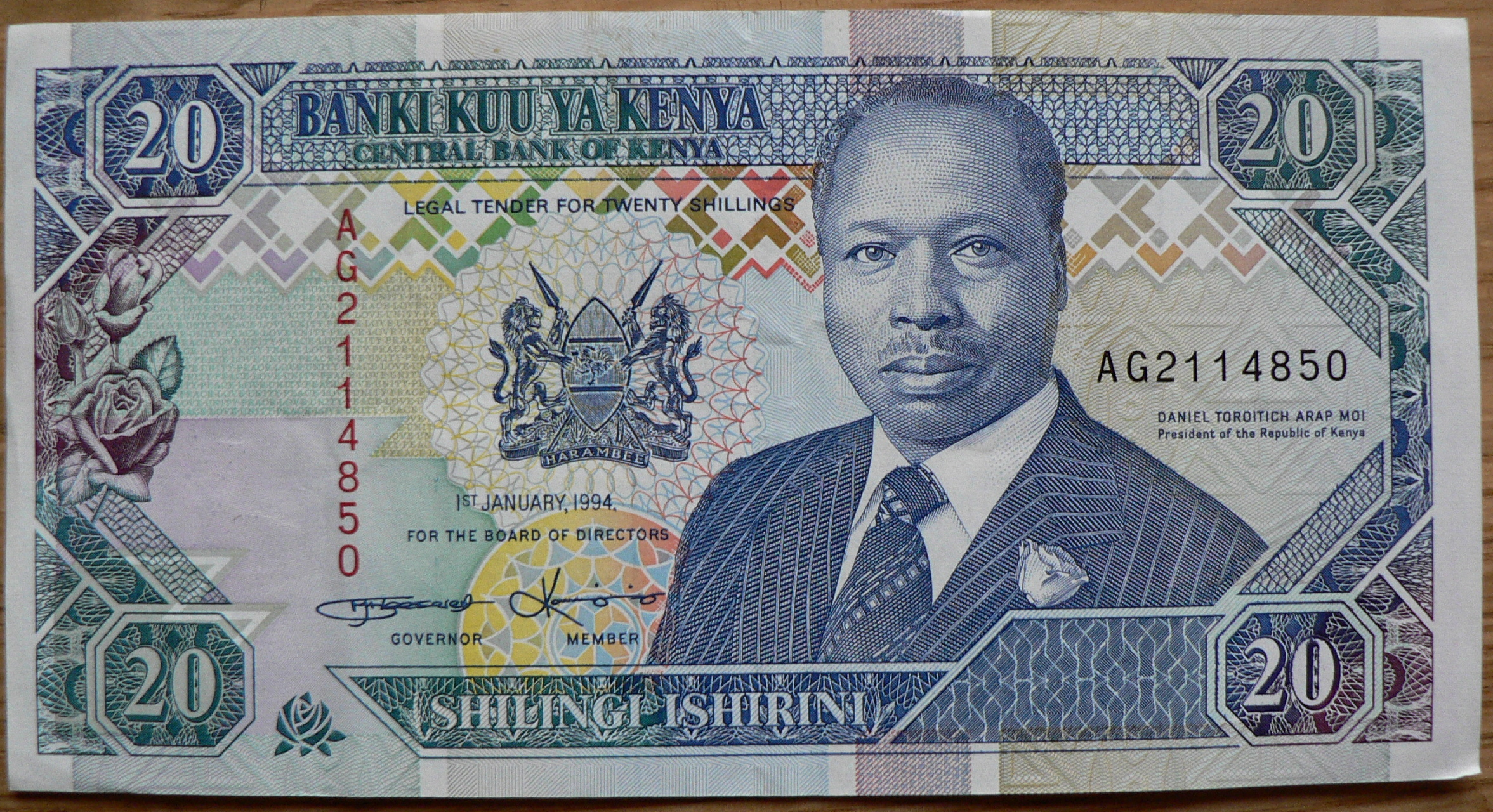
Кенийские 20 шиллингов

Кения — региональный центр торговли и финансов Африки. ВВП на душу населения, рассчитанный по паритету покупательной способности (в 2025 году) — 7530 долл. (142-е место в мире). Уровень безработицы — 5,57 % (на 2023 год).
Сельское хозяйство (32 % работающих) составляет 22 % ВВП (чай, кофе, кукуруза, зерновые, сахарный тростник, фрукты, овощи). Мясо-молочное животноводство, также разводятся свиньи и куры.
Промышленность (16 % ВВП). В небольших количествах производятся потребительские товары (батарейки, ткани, мыло, сигареты), действует переработка сельхозпродукции. С колониальных времён сохранилось несколько нефтеперерабатывающих предприятий, производство цемента, судоремонтные мастерские.
Сфера услуг — 62 % ВВП.
Кения — аграрная страна с относительно высоким уровнем развития многоотраслевого сельского хозяйства, поэтому горнодобывающая промышленность развита слабо и играет незначительную роль в экономике и общей структуре хозяйственной деятельности страны, хотя страна богата полезными ископаемыми. Валовой внутренний продукт (ВВП) в 2006 году составил 21,2 млрд дол. (604 дол. на душу населения), причём сельское хозяйство даёт 28 % ВВП, сфера услуг — 55 %, а промышленность — 17 %. 
Добывающую промышленность, в основном, складывается из добычи соды в районе озера Магади, флюорита, поваренной соли, золота и рубинов. По инициативе многочисленной и состоятельной европейской общины в Кении в конце 1940—1950-х годов началось развитие обрабатывающей промышленности. Как итог этого в начале 1980-х годов Кения была наиболее промышленно развитой страной в Восточной Африке. Основные отрасли обрабатывающей промышленности: пищевая, текстильная, полиграфическая, швейная, автосборочная, нефтеперерабатывающая, химическая, машиностроение, производство спиртных напитков, запасных частей для автомобилей, цемента, бумаги и металлоизделий. Главные промышленные центры: Найроби и Момбаса. Крупные промышленные предприятия размещены в разных районах страны, например, бумажная фабрика в Вебуе и нефтеперерабатывающий завод в Момбасе, работающий на импортной нефти.

### Внешняя торговля
По состоянию на 2017 год экспорт составил 6,17 млрд долл., импорт — 17,1 млрд долл.
Главные экспортные товары: чай (22 %), цветы (11 %), нефтепродукты (4,8 %), кофе (4,3 %), а также фрукты, овощи, табак и другая продукция сельского хозяйства; реэкспорт.
Основные покупатели: США — 8,7 %, Уганда — 8,2 %, Пакистан — 8,2 %, Нидерланды — 7,5 %, Великобритания — 6,7 %.
Главные импортные товары: нефтепродукты (14 %), пальмовое масло (3,2 %) автомобили (2,9 %), медикаменты (2,5 %) и нерафинированный сахар (2,4 %), также в страну ввозится прочая промышленная продукция и сельскхозяйственное сырьё.
Основные поставщики: Китай — 23 %, Индия — 9,8 %, ОАЭ — 7,4 %, Саудовская Аравия — 6,1 %, Япония — 4,6 %, ЮАР — 4,5 %.

### Потребление и торговля минеральными ресурсами
Уровень потребления минеральных ресурсов в стране невысокий, так, например, газ не употребляется вообще, а соответственно и не импортируется. Месторождений нефти также пока не найдено, поэтому потребность Кении в нефти и нефтепродуктах удовлетворяется за счёт импорта. В 2006 году импортировано около 2,2 млн т нефти и около 1,1 млн т нефтепродуктов. В стране почти нет спроса на свинец, в связи с чем он и не импортируется. Цинка в стране используется в год около 15 тыс. т, что не превышает 0,1 % его мирового потребления. Также Кения осуществляет импорт стальных полупродуктов для обеспечения работы прокатных станов. Так, в 2001 г. их импорт составил 344 тыс. т. В общем, можно сказать, что, в основном, из экономически высоко развитых стран Кения импортирует промышленную продукцию, такую как нефть, станки, автомобили, прокат чёрных и цветных металлов, синтетические смолы, лекарственные препараты и оборудование. Их преобладание в импортированной продукции можно расположить следующим образом: нефть — 24 %, промышленное оборудование, сельскохозяйственные машины и транспортные средства — 25 %, чёрные металлы — 7 %. Экспорт из страны готовых нефтепродуктов составил около 0,4 млн т. Их видимое внутреннее потребление составило около 2,9 млн т (с учётов бункеровки судов в международных морских и авиационных портах). Основными экспортируемыми минеральными ресурсами являются флюорит, сода, цемент, нефтепродукты. Главными покупателями являются: Великобритания — 10,2 %, Нидерланды — 9,4 %, Уганда — 9,1 %, Танзания — 8,9 %, США — 6,4 %, Пакистан— 5,7 %. Основные поставщики: ОАЭ — 11,9 %, Индия — 11,8 %, Китай — 10,3 %, Саудовская Аравия — 8,3 %, ЮАР — 5,9 %, Япония — 5,3 %.

### Туризм

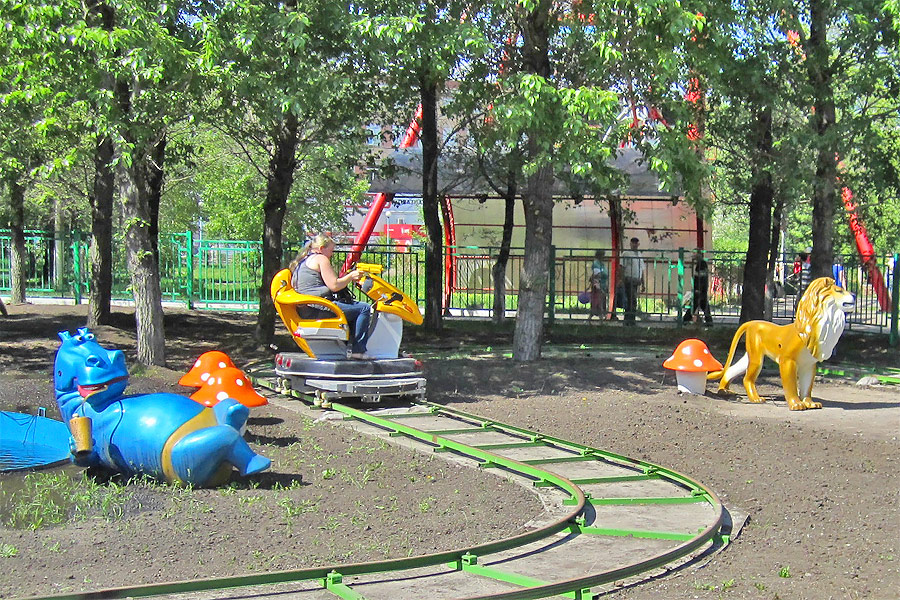
Сафари

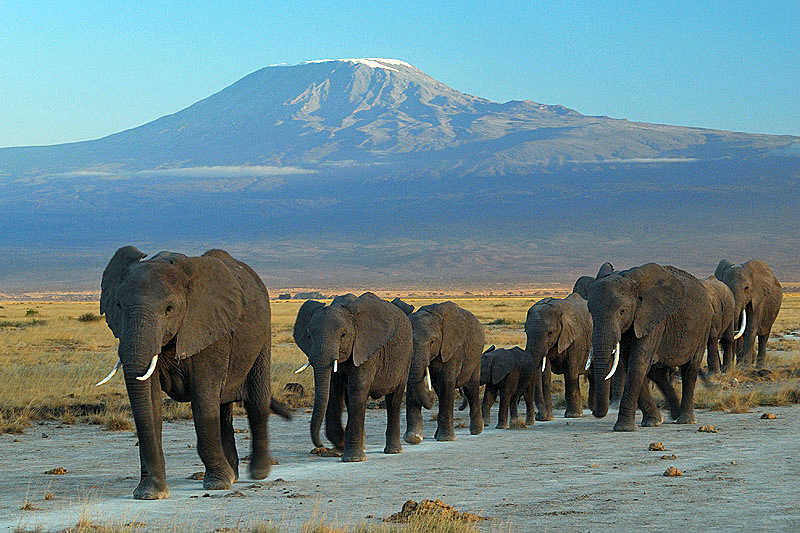
Слоны в национальном парке Амбосели

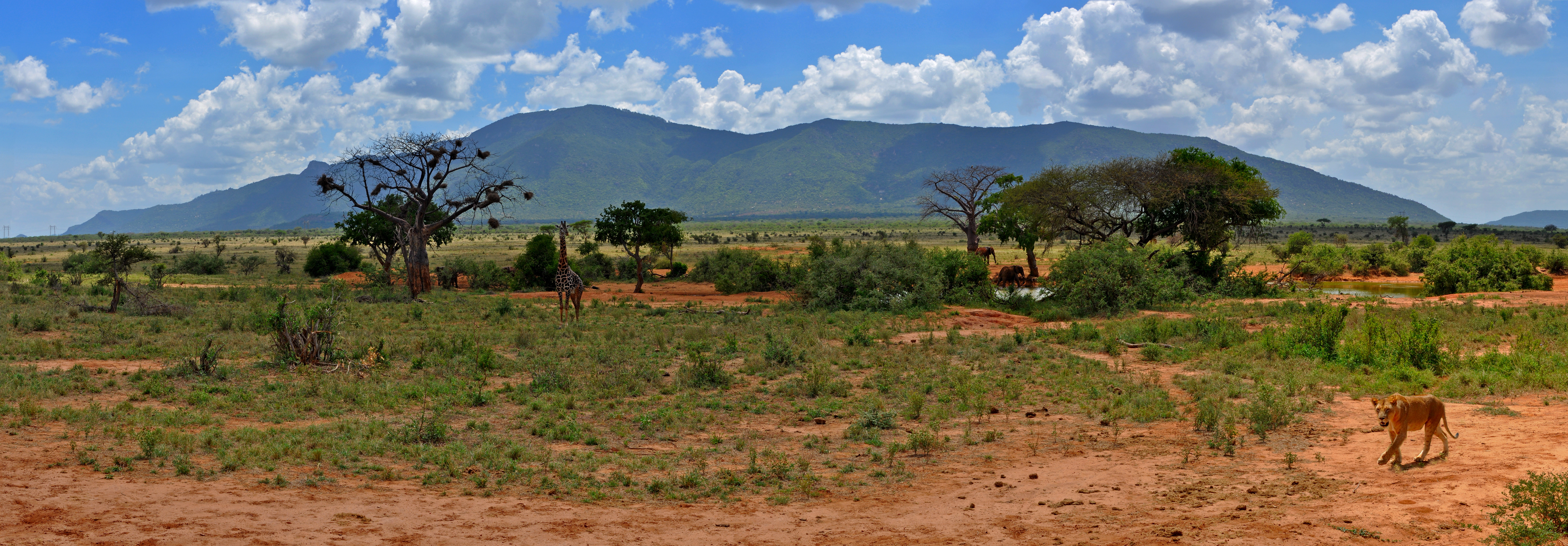
Национальный парк Восточный Цаво

Одним из основных источников доходов правительства является туризм.
Дикая природа Кении привлекает туристов со всего мира. Здесь можно увидеть охоту льва на антилоп, семейное купание бегемотов и самую большую в мире колонию розовых фламинго. Огромная территория Кении вот уже более 15 лет является национальным парком, поэтому любая охота здесь строго запрещена.
Любители экстремального отдыха приезжают совершать альпинистские восхождения на потухший вулкан Кения.

### Интернет
Доступ в Интернет имеет чуть более 20 % населения, в основном в крупных городах. Интернет подвергается цензуре.

## Культура и искусство

### Музыка
В Кении есть ассортимент популярных музыкальных форм в дополнение к множеству типов народной музыки, основанной на разнообразии более чем 40 региональных языков.

### Музеи Кении
- Национальный музей Кении;
- Лойянгалани (Loiyangalani);
- Музей Кабарне (Kabarnet);
- Музей Капенгурия (Kapenguria);

### Театры Кении
- Национальный театр Кении.

### Кухня Кении
Кенийская кухня экзотична и разнообразна — это и традиционные африканские блюда, и европейские традиции, привнесённые колонистами. Так, племена, живущие вдоль побережья, отдают предпочтения морепродуктам: рыбе, креветкам и лобстерам, жаренным на углях. Дороговизна мяса вынуждает местное население питаться, в основном, фруктами и овощами, в изобилии произрастающими в этом регионе.

### Национальные парки и заповедники Кении

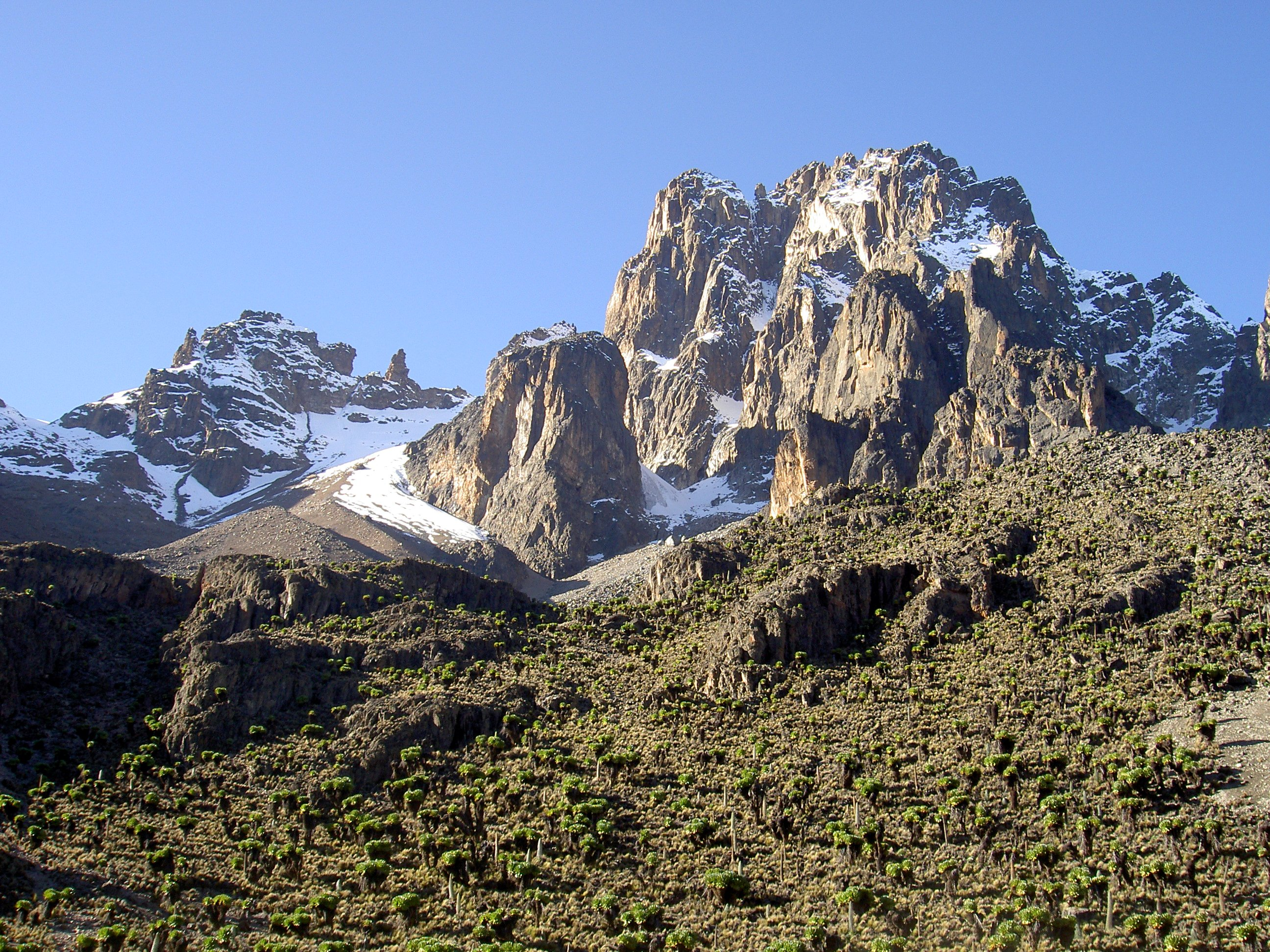
Гора Кения высотой 5199 метров

Наиболее известные и посещаемые национальные парки и заповедники Кении:
- Найроби (Nairobi National Park);
- Масаи-Мара (Maasai Mara National Reserve);
- Парк «Озеро Накуру» (Lake Nakuru National Park);
- Амбосели (Amboseli National Park);
- Восточный Цаво (Tsavo East National Park).

Всего в Кении существует 59 национальных заповедников и парков.

## Спорт

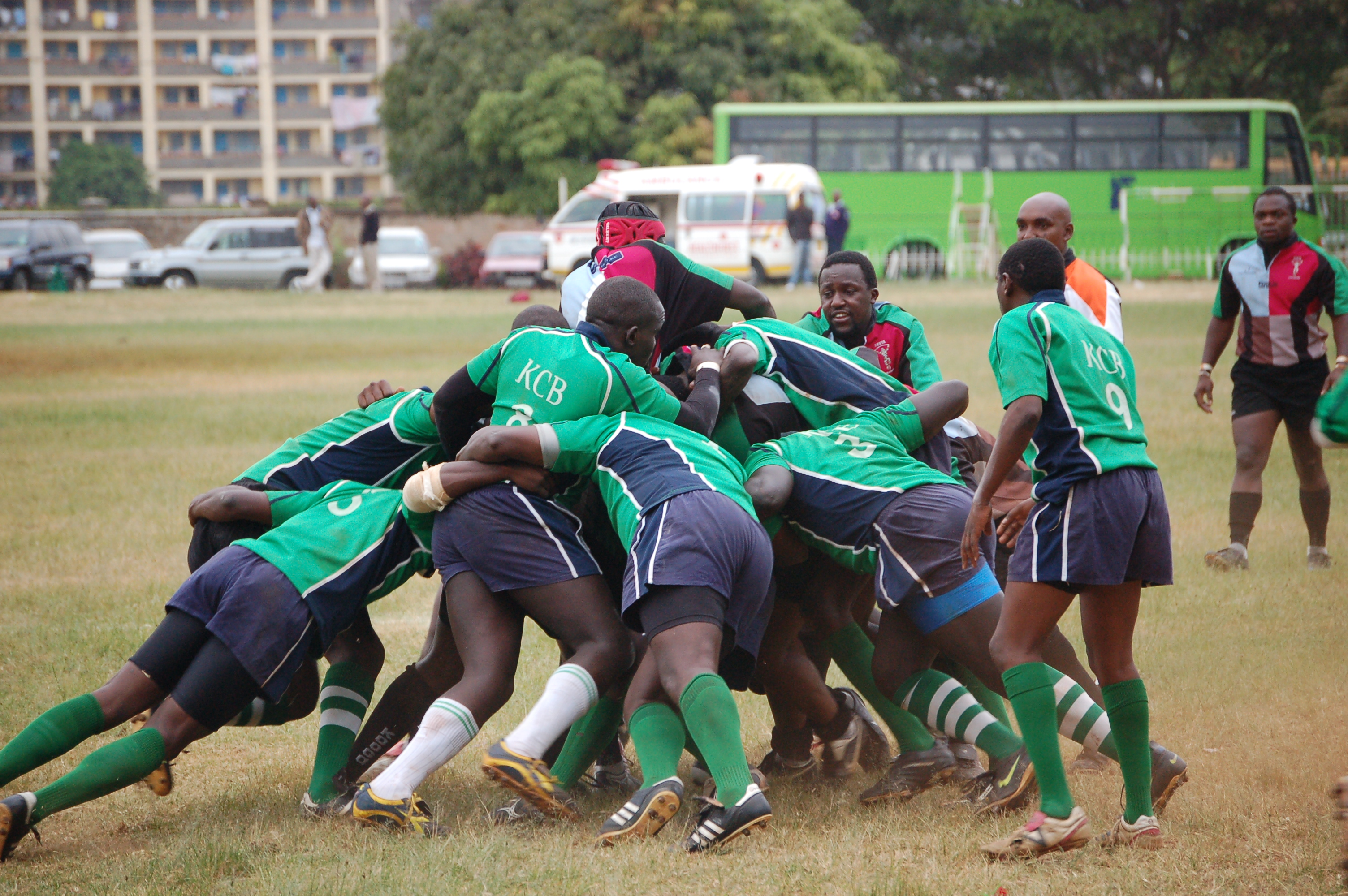
Регби — один из самых популярных видов спорта в Кении

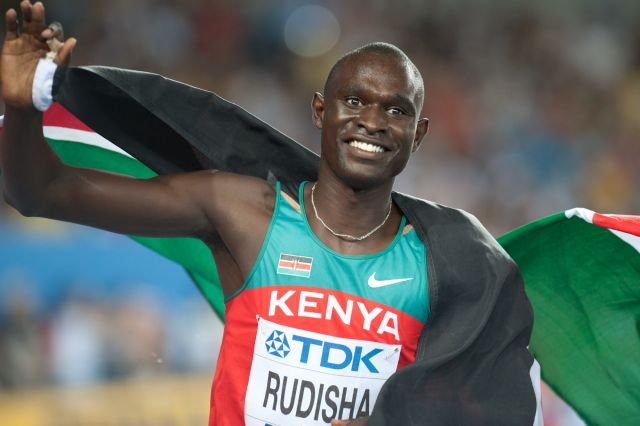
Двукратный олимпийский чемпион в беге на 800 метров Дэвид Рудиша (2012)

Распространение среди кенийцев европейских видов спорта началось в период британской колонизации преимущественно на элитарном уровне. Власти независимой Кении, как правило, придавали большое значение развитию и популяризации спорта, реализуя соответствующие государственные программы, в частности, через структуры министерства по делам молодёжи и спорта.
К XXI веку в стране в той или иной степени получили распространение почти все летние виды спорта как мужские, так и женские дисциплины. На летних Олимпийских играх 2008 года кенийской командой было завоёвано 14 медалей: 6 золотых, 4 серебряных и 4 бронзовых. Традиционно наиболее успешными являются кенийские бегуны, в особенности мужчины.
В Кении проводится всемирно известное «Сафари-ралли», долго входившее в календарь чемпионата мира по ралли и считавшееся одним из самых сложных, как для гонщиков, так и для машин.

## В астрономии
В честь Кении назван астероид (1278) Кения, открытый 15 июня 1933 года южноафриканским астрономом Сирилом Джексоном в обсерватории Йоханнесбурга.